# Zierenberg
Zierenberg é um município da Alemanha, situado no distrito de Kassel, no estado de Hesse. Tem 86,53 km² de área, e sua população em 2019 foi estimada em 6.572 habitantes.